# Fuente del Águila
La Fuente del Águila es una obra del Renacimiento italiano, realizada en el siglo XVI por el escultor florentino Giovanni Angelo Montorsoli (1507-1563), que se conserva en España. Vinculada históricamente al Real Sitio de la Casa de Campo de Madrid (España), donde estuvo más de tres siglos, su titularidad corresponde a Patrimonio Nacional, el organismo que gestiona los bienes que estuvieron en manos de la Corona española. Actualmente se encuentra en la Galería de las Colecciones Reales en Madrid. Existe una réplica en San Lorenzo de El Escorial (Madrid).

## Toponimia
El conjunto toma su nombre del águila de dos cabezas que le servía de remate y que desapareció probablemente en el siglo XIX. Al tratarse de uno de los símbolos de Carlos I, durante un tiempo se pensó que la fuente pudo ser construida en tiempos del emperador. Recientes estudios han puesto de manifiesto que fue hecha durante el reinado de Felipe II.

## Historia

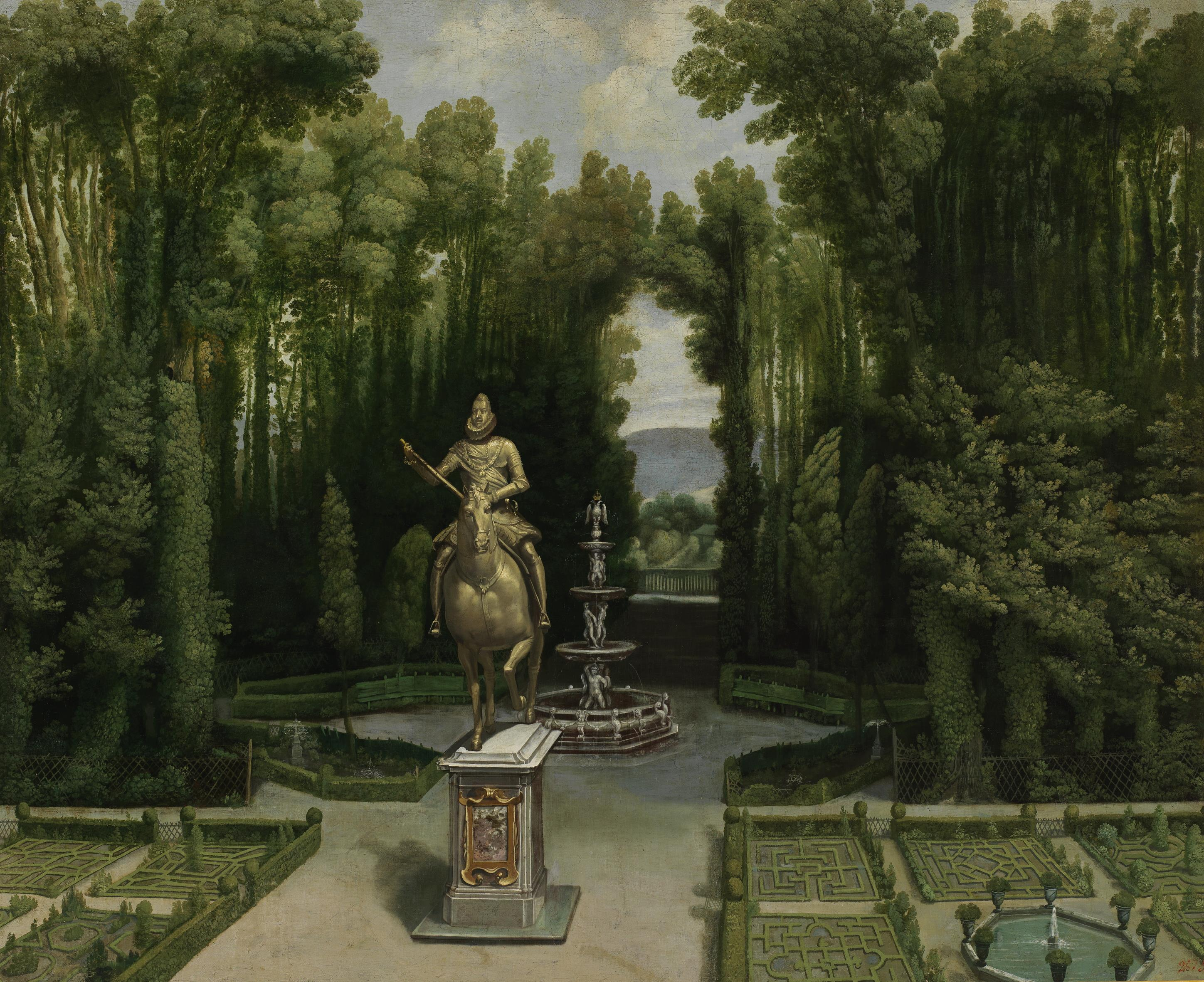
Vista de los jardines de la Casa de Campo con la estatua de Felipe III. Anónimo madrileño (h. 1634). Museo de Historia de Madrid. Puede verse la fuente, justo detrás de la estatua ecuestre de Felipe III, que fue ubicada en su mismo eje en 1617.

La fuente fue adquirida en Génova (Italia) para decorar la Casa de Campo, un conjunto de jardines, huertas y bosques que el rey Felipe II mandó construir en el segundo tercio del siglo XVI, aprovechando la existencia de un palacete anterior. Estuvo situada en el centro de una plaza octogonal dentro del jardín de El Reservado, donde permaneció desde al menos 1584 hasta 1890, cuando fue desmantelada. 
Mientras que el pilón fue depositado en el Palacio Real de Madrid, las restantes partes fueron armadas e instaladas en la Casa de la Compaña de San Lorenzo de El Escorial (Madrid), donde actualmente tiene su sede el Real Centro Universitario Escorial-María Cristina, dependiente de la Universidad Complutense.
En 1998, con motivo del IV Centenario de la muerte de Felipe II, se reunieron las piezas que estaban dispersas en el Palacio Real y en la Casa de la Compaña para ser restauradas y proceder al montaje de la fuente original, que fue incluida en una exposición conmemorativa, celebrada en Aranjuez (Madrid). Una vez acabada la muestra, la fuente volvió a ser desmontada y sus componentes almacenados. 
En junio de 2023 la fuente sale de los almacenes de Patrimonio Nacional para volver a ser montada y formar parte de la colección permanente del nuevo museo de La Galería de las Colecciones Reales.
Paralelamente se hizo una réplica, que fue colocada en el año 2000 en el Real Centro Universitario Escorial-María Cristina, en San Lorenzo de El Escorial, el lugar que, desde finales del siglo XIX, había albergado el mayor número de elementos originales.

## Descripción

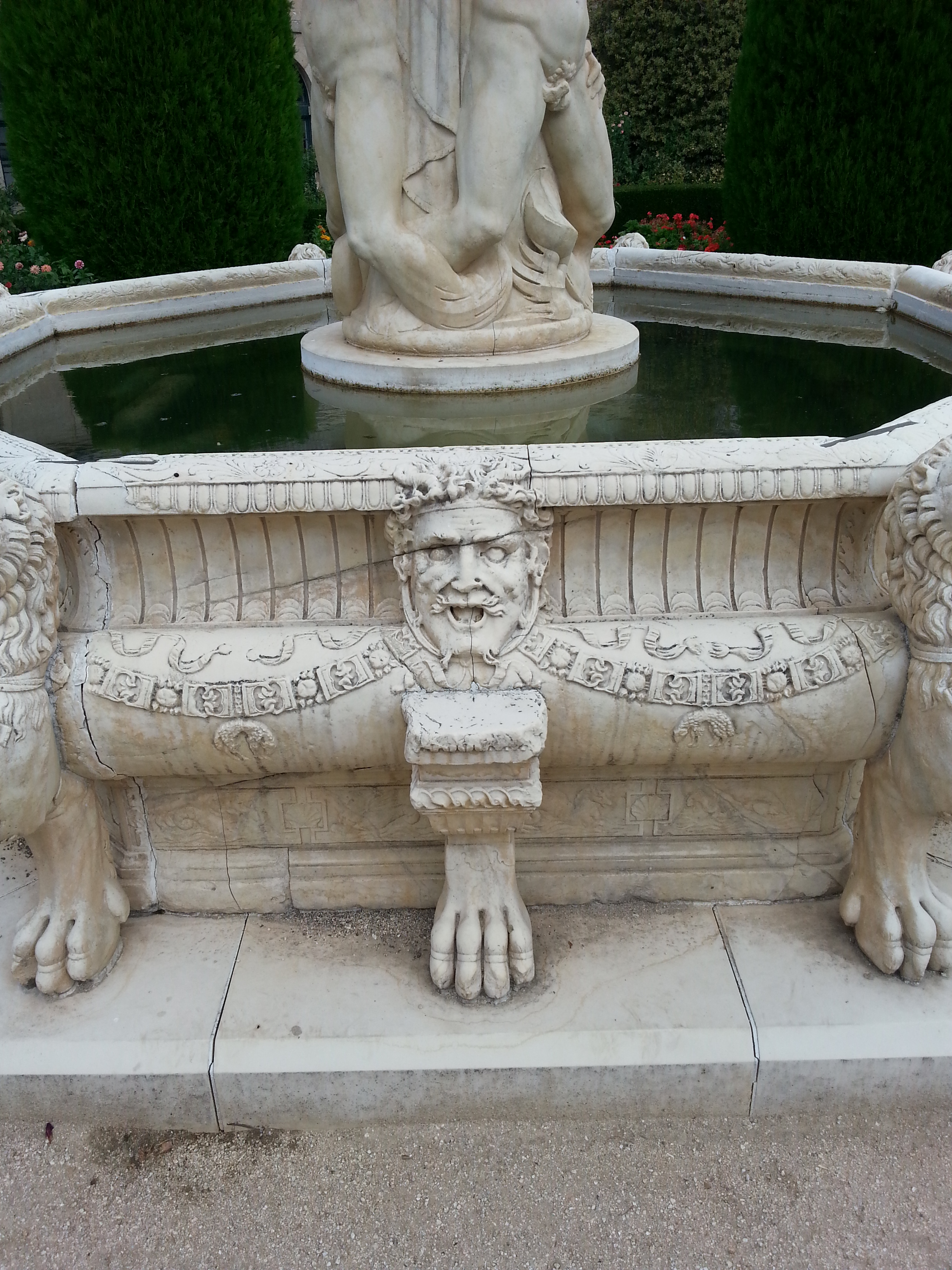
Detalle del pilón, según la réplica de la Casa de la Compaña (San Lorenzo de El Escorial, Madrid).

Se trata de una fuente de cuatro tazas y tres grandes grupos escultóricos superpuestos. La taza inferior consiste en un pilón ochavado con cabezas de león en los ángulos, mientras que en los espacios intermedios se alternan águilas bicéfalas y máscaras. 
De su punto central emergen tres tritones rodeando una columna, que sirve de base a la segunda taza. Sobre esta descansan tres figuras masculinas desnudas, de menor tamaño que las anteriores, igualmente alrededor de una columna y sosteniendo una taza. El esquema se repite en la parte superior, conformada por tres niños, sobre los que se alza la cuarta y última de las tazas. 
Como se ha señalado anteriormente, la coronación consistía en un águila de dos cabezas, que se ha perdido.